# Boiro (parroquia)
Boiro (llamada oficialmente Santa Baia de Boiro) es una parroquia y una villa española del municipio de Boiro, en la provincia de La Coruña, Galicia. 

## Otras denominaciones
La parroquia también es conocida por el nombre de Santa Eulalia de Boiro.

## Entidades de población
Entidades de población que forman parte de la parroquia:
- Aducil
- Bermo
- Boiro
- Boliña (A Boliña)
- Brazos
- Breiro
- Brión
- Cimadevila
- Comoxo
- Coroño
- Cruceiro de Bau (Cruceiro de Vao)
- Espiñeira
- Fonteneixe
- Lodeiro
- Loxo de Abaixo
- Loxo de Arriba
- Mosquete
- Pazos
- Ponte Goiáns
- Rebordelo
- Runes (Runs)
- San
- Seán (O Seán)
- Teaño
- Tenencia
- Vimieiro
- Berres
- A Costa
- Detrás das Figueiras
- A Fonteíña
- O Louriño
- Roufigueira
- Vista Alegre

## Demografía

### Parroquia
| Gráfica de evolución demográfica de Boiro (parroquia) entre 2000 y 2018 |
|                                                                         |
| Datos según el nomenclátor publicado por el INE.                        |

### Villa
| Gráfica de evolución demográfica de Boiro (villa) entre 2000 y 2018 |
|                                                                     |
| Datos según el nomenclátor publicado por el INE.                    |